# Bola de Bronze
Bola de Bronze é um premiação concedida ao terceiro melhor jogador da Copa do Mundo, desde a edição de 1982. Enquanto o melhor jogador ganha a Bola de Ouro.

## Premiados
- 1982: Karl-Heinz Rummenigge (Alemanha Ocidental), ficando atrás dos futebolistas Paolo Rossi (Itália) e Falcão (Brasil);[2]
- 1986: Preben Elkjær-Larsen (Dinamarca)
- 1990: Diego Maradona (Argentina)
- 1991: Gary Lineker (Inglaterra);[3]
- 1992: Thomas Häßler (Alemanha);[3]
- 1994: Hristo Stoichkov (Bulgária)
- 1998: Lilian Thuram (França)
- 2002: Hong Myung-bo (Coreia do Sul)
- 2006: Andrea Pirlo (Itália)
- 2010: David Villa (Espanha);[4]
- 2018: Antoine Griezmann (França).[5]